# Rhaphium gruniniani
Rhaphium gruniniani är en tvåvingeart som beskrevs av Negrobov 1979. Rhaphium gruniniani ingår i släktet Rhaphium och familjen styltflugor. Inga underarter finns listade i Catalogue of Life.